# هيذر ليند
هيذر ليند (ولدت في 22 مارس 1983) ممثلة أمريكية عرفت بظهورها في شخصية لآنا سترونج في سلسلة جواسيس واشنطن. هي الشقيقة التوأم للممثلة كريستينا بينيت ليند.

## روابط خارجية
- هيذر ليند على موقع IMDb (الإنجليزية)
- هيذر ليند على موقع قاعدة بيانات برودواي على الإنترنت (الإنجليزية)
- هيذر ليند على موقع قاعدة بيانات الفيلم (الإنجليزية)